# 小兰城城址
小兰城城址，位于中国河北省张家口市小兰城村，为张家口市康保县的一个省级文物保护单位，类型为古遗址，公布时间为1993年7月15日。
小兰城城址的历史年代为辽、金。